# Augochlorella pomoniella
Augochlorella pomoniella là một loài Hymenoptera trong họ Halictidae. Loài này được Cockerell mô tả khoa học năm 1915.